# Khánh Thuận
Khánh Thuận là xã thuộc huyện U Minh, tỉnh Cà Mau, Việt Nam.

## Địa lý
Xã Khánh Thuận nằm ở phía bắc huyện U Minh, có vị trí địa lý: 
- Phía đông giáp huyện Thới Bình
- Phía tây giáp xã Khánh Hòa
- Phía nam giáp thị trấn U Minh và xã Nguyễn Phích
- Phía bắc giáp tỉnh Kiên Giang.

Xã Khánh Thuận có diện tích 168,64 km², dân số năm 2022 là 16.416 người, mật độ dân số đạt 97 người/km².

## Hành chính
Xã Khánh Thuận được chia thành 15 ấp: 1, 3, 4, 9, 10, 11, 12, 13,  15, 16, 17, 18, 19, 20, 21.

## Lịch sử
Ngày 4 tháng 6 năm 2009, Chính phủ ban hành Nghị quyết số 24/NQ-CP về việc thành lập xã Khánh Thuận trên cơ sở điều chỉnh 17.148 ha diện tích tự nhiên và 13.127 người của xã Khánh Hòa.